# Leichtathletik-Länderkampf 1922 Schweiz – Deutschland
| Einziger Leichtathletik-Länderkampf mit deutscher Beteiligung 1922 | Einziger Leichtathletik-Länderkampf mit deutscher Beteiligung 1922 |
| ------------------------------------------------------------------ | ------------------------------------------------------------------ |
|                                                                    |                                                                    |
| Ländervergleich Schweiz – Deutschland                              |                                                                    |
| Austragungsort                                                     | Basel                                                              |
| Wettbewerbe                                                        | 15                                                                 |
| Datum                                                              | 3. September 1922                                                  |
| 1. Deutschland 2. Schweiz                                          | 49 Punkte 89 Punkte                                                |
| Chronik                                                            |                                                                    |
| ← einziger LK 1921: 00SUI-GER                                      | einziger LK 1923:00 SUI-GER →                                      |

Wie schon 1921 gab es auch im Länderkampfjahr 1922 einen Vergleich zwischen Deutschland und der Schweiz. Die Veranstaltung wurde am 3. September wie im Vorjahr in der Schweizer Stadt Basel ausgetragen und es blieb der einzige Länderkampf der Saison 1922. Beteiligt waren in diesen Anfangsjahren nur Männer, die Frauen trugen 1928 ihren ersten Länderkampf aus, dem Jahr, in dem Frauen in der Leichtathletik auch zum ersten Mal an Olympischen Spielen teilnehmen durften. Die beiden Länder trugen diesen Länderkampf bis einschließlich 1938 mit Ausnahme des Olympiajahres 1936 in jedem der folgenden Jahre aus.

## Modus
Wie beim ersten Länderkampf der deutschen Leichtathletikgeschichte traten zwei Athleten je Wettbewerb und Nation gegeneinander an – ein Modus, der sich bei Länderkämpfen in späteren Jahren fest etablierte. Gewertet wurde hier allerdings noch anders: In den Einzeldisziplinen war die Platzierung identisch mit den vergebenen Punkten. In den beiden Staffeln brachte Platz eins einen Punkt und das Team auf Rang zwei erhielt drei Punkte. Es handelte sich also um ein System von Strafpunkten, aus der die Mannschaft mit der niedrigeren Punktzahl als Sieger hervorging.

## Legende
Kurze Übersicht zur Bedeutung der Symbolik – so üblicherweise auch in sonstigen Veröffentlichungen verwendet:
| k. A. | keine Angabe |

## Resultate

### 100 m
| Platz | Athlet            | Land | Zeit (s) |
| ----- | ----------------- | ---- | -------- |
| 1     | Hubert Houben     | GER  | 10,5     |
| 2     | Gottfried Söhngen | GER  | k. A.    |
| 3     | Josef Imbach      | SUI  | 11,2     |
| 4     | Victor Moriaud    | SUI  | k. A.    |

### 200 m
| Platz | Athlet        | Land | Zeit (s) |
| ----- | ------------- | ---- | -------- |
| 1     | Hubert Houben | GER  | 21,9     |
| 2     | Josef Imbach  | SUI  | 22,2     |
| 3     | Alex Weider   | GER  | k. A.    |
| 4     | Walter Strebl | SUI  | k. A.    |

### 400 m
| Platz | Athlet             | Land | Zeit (s) |
| ----- | ------------------ | ---- | -------- |
| 1     | Josef Imbach       | SUI  | 49,4     |
| 2     | Karl Gerz          | GER  | 49,9     |
| 3     | Rudolf Busch       | GER  | k. A.    |
| 4     | August Baggenstoss | SUI  | k. A.    |

### 800 m
| Platz | Athlet                | Land | Zeit (min) |
| ----- | --------------------- | ---- | ---------- |
| 1     | Otto Peltzer          | GER  | 1:59,0     |
| 2     | Willy Schärer         | SUI  | 1:59,3     |
| 3     | Hermann Wellenreuther | GER  | k. A.      |
| 4     | August Baggenstoss    | SUI  | k. A.      |

### 1500 m
| Platz | Athlet            | Land | Zeit (min) |
| ----- | ----------------- | ---- | ---------- |
| 1     | Otto Peltzer      | GER  | 4:09,8     |
| 2     | Hermann Schneider | GER  | k. A.      |
| 3     | Oscar Garin       | SUI  | 4:14,1     |
| 4     | Perolini          | SUI  | k. A.      |

### 5000 m
| Platz | Athlet              | Land | Zeit (min) |
| ----- | ------------------- | ---- | ---------- |
| 1     | Emil Bedarff        | GER  | 15:25,3    |
| 2     | Oscar Garin         | SUI  | 15:29,3    |
| 3     | Alfred Gaschen      | SUI  | k. A.      |
| 4     | Siegfried Dieckmann | GER  | k. A.      |

### 110 m Hürden
| Platz | Athlet            | Land | Zeit (s) |
| ----- | ----------------- | ---- | -------- |
| 1     | Heinrich Troßbach | GER  | 15,3     |
| 2     | Ernst Paulus      | GER  | k. A.    |
| 3     | Victor Moriaud    | SUI  | 16,4     |
| 4     | Willi Moser       | SUI  | k. A.    |

### 4 × 100 m Staffel
| Platz | Besetzung       | Land                                                          | Zeit (s) |
| ----- | --------------- | ------------------------------------------------------------- | -------- |
| 1     | Deutsches Reich | Alex Weider Heinrich Troßbach Gottfried Söhngen Hubert Houben | 42,4     |
| 2     | Schweiz         |                                                               | 45,8     |

### Olympische Staffel (800m – 400m – 200m – 100m)
| Platz | Besetzung       | Land                                                                | Zeit (min) |
| ----- | --------------- | ------------------------------------------------------------------- | ---------- |
| 1     | Deutsches Reich | Hermann Wellenreuther Karl Gerz Heinrich Troßbach Gottfried Söhngen | 3:25,2     |
| 2     | Schweiz         |                                                                     | k. A.      |

### Hochsprung
| Platz | Athlet          | Land | Höhe (m) |
| ----- | --------------- | ---- | -------- |
| 1     | Ernst Fritzmann | GER  | 1,78     |
| 1     | Arthur Holz     | GER  | 1,78     |
| 3     | Guhl            | SUI  | 1,75     |
| 4     | Stauber         | SUI  | 0        |

### Stabhochsprung
| Platz | Athlet          | Land | Höhe (m) |
| ----- | --------------- | ---- | -------- |
| 1     | Heinrich Fricke | GER  | 3,70     |
| 2     | Ernst Gerspach  | SUI  | 3,50     |
| 3     | Josef Adams     | GER  | 3,30     |
| 4     | Böser           | SUI  | 3,20     |

### Weitsprung
| Platz | Athlet          | Land | Weite (m) |
| ----- | --------------- | ---- | --------- |
| 1     | Arthur Holz     | GER  | 7,09      |
| 2     | Ernst Söllinger | GER  | 6,60      |
| 3     | Pavey           | SUI  | 6,55      |
| 4     | Ernst Gerspach  | SUI  | 6,50      |

### Kugelstoßen
| Platz | Athlet              | Land | Weite (m) |
| ----- | ------------------- | ---- | --------- |
| 1     | Ernst Söllinger     | GER  | 12,85     |
| 2     | Gerhard Krellenberg | GER  | 12,07     |
| 3     | Otto Garnus         | SUI  | 12,03     |
| 4     | Willi Moser         | SUI  | 11,54     |

### Diskuswurf
| Platz | Athlet              | Land | Weite (m) |
| ----- | ------------------- | ---- | --------- |
| 1     | Gustav Steinbrenner | GER  | 43,72     |
| 2     | Bucher              | SUI  | 39,26     |
| 3     | Ernst Paulus        | GER  | 38,88     |
| 4     | Otto Garnus         | SUI  | 36,81     |

### Speerwurf
| Platz | Athlet              | Land | Weite (m) |
| ----- | ------------------- | ---- | --------- |
| 1     | Gerhard Krellenberg | GER  | 53,75     |
| 2     | Philipp Junium      | GER  | 48,70     |
| 3     | Ernst Gerspach      | SUI  | 45,60     |
| 4     | Otto Garnus         | SUI  | 39,35     |